# Jure Franko
Jure Franko (ur. 28 marca 1962 w Novej Goricy) – słoweński narciarz alpejski reprezentujący Jugosławię, srebrny medalista olimpijski.

## Kariera
Największy sukces w karierze Jure Franko osiągnął w 1984 roku, kiedy podczas igrzysk olimpijskich w Sarajewie wywalczył srebrny medal w slalomie gigancie. W zawodach rozdzielił na podium Szwajcara Maxa Julena oraz Andreasa Wenzela z Liechtensteinu. Po pierwszym przejeździe zajmował czwarte miejsce, tracąc do prowadzącego Julena 0,61 sekundy. W drugim przejeździe uzyskał jednak najlepszy wynik, co pozwoliło przesunąć się na drugie miejsce, o 0,23 sekundy za Szwajcarem. Był to pierwszy w historii medal zimowych igrzysk olimpijskich wywalczony przez sportowca z Jugosławii. Był to także jedyny medal wywalczony przez Franko na międzynarodowej imprezie tej rangi. Na tych samych igrzyskach wystartował także w slalomie, jednak nie zdołał ukończyć rywalizacji. Na rozgrywanych cztery lata wcześniej igrzyskach w Lake Placid był dwunasty w gigancie. W tej samej konkurencji był też między innymi jedenasty na mistrzostwach świata w Bormio w 1985 roku.
W zawodach Pucharu Świata zadebiutował w sezonie 1979/1980. Pierwsze pucharowe punkty wywalczył 1 marca 1980 roku w Mont-Sainte-Anne, zajmując szóste miejsce w gigancie. Po raz pierwszy na podium zawodów tego cyklu stanął 10 grudnia 1983 roku w Val d’Isère, zajmując trzecie miejsce w supergigancie. W zawodach tych wyprzedzili go jedynie Austriak Hans Enn oraz Pirmin Zurbriggen ze Szwajcarii. W kolejnych startach na podium stanął jeszcze dwukrotnie: 12 grudnia 1983 roku w Les Diablerets był trzeci w gigancie, a 20 marca 1984 roku w Oppdal ponownie był trzeci w supergigancie. Najlepsze wyniki osiągnął w sezonie 1983/1984, kiedy to zajął 19. miejsce w klasyfikacji generalnej, a w klasyfikacji giganta był piąty. W klasyfikacji giganta był również ósmy w sezonie 1982/1983. W 1985 roku zakończył karierę.
W latach 1973–1976 zwyciężał w zawodach Trofeo Topolino, w których startują dzieci poniżej 16 roku życia. Ponadto na mistrzostwach Europy w Madonna di Campiglio zdobył srebrny medal w slalomie oraz brązowy w slalomie gigancie. W 1984 roku został wybrany sportowcem roku w Jugosławii.

## Osiągnięcia

### Igrzyska olimpijskie
| Miejsce | Dzień     | Rok  | Miejscowość | Konkurencja | Czas biegu  | Strata  | Zwycięzca        |
| ------- | --------- | ---- | ----------- | ----------- | ----------- | ------- | ---------------- |
| 12.     | 19 lutego | 1980 | Lake Placid | Gigant      | 2:40,74 min | +3,89 s | Ingemar Stenmark |
| 2.      | 14 lutego | 1984 | Sarajewo    | Gigant      | 2:41,18 min | +0,23 s | Max Julen        |
| DNF     | 19 lutego | 1984 | Sarajewo    | Slalom      | 1:39,41 min | -       | Phil Mahre       |

### Mistrzostwa świata
| Miejsce | Dzień     | Rok  | Miejscowość | Konkurencja | Czas biegu  | Strata  | Zwycięzca        |
| ------- | --------- | ---- | ----------- | ----------- | ----------- | ------- | ---------------- |
| 12.     | 19 lutego | 1980 | Lake Placid | Gigant      | 2:40,74 min | +3,89 s | Ingemar Stenmark |
| 14.     | 3 lutego  | 1982 | Schladming  | Gigant      | 2:38,80 min | +3,67 s | Steve Mahre      |
| DNF     | 5 lutego  | 1982 | Schladming  | Kombinacja  | 12,64 pkt   | -       | Michel Vion      |
| 11.     | 7 lutego  | 1985 | Bormio      | Gigant      | 2:28,90 min | +2,88 s | Markus Wasmeier  |

### Puchar Świata

#### Miejsca w klasyfikacji generalnej
- sezon 1979/1980: 68.
- sezon 1981/1982: 60.
- sezon 1982/1983: 32.
- sezon 1983/1984: 19.
- sezon 1984/1985: 38.

#### Miejsca na podium
1. Val d’Isère –[10 grudnia 1983 (supergigant) – 3. miejsce
2. Les Diablerets – 12 grudnia 1983 (gigant) – 3. miejsce
3. Oppdal – 20 marca 1984 (supergigant) – 3. miejsce